# Черемшан (приток Булы)
Черемшан — река в России, протекает по Татарстану и Чувашии. Левый приток Булы.

## География
Река берёт начало у деревни Новопоселенная Таяба в Чувашии у границы с Татарстаном. Течёт на восток. Устье реки находится у деревни Девликеево в 1,1 км по левому берегу реки Була. Длина реки составляет 33 км. Площадь водосборного бассейна — 224 км².

## Данные водного реестра
По данным государственного водного реестра России относится к Верхневолжскому бассейновому округу, водохозяйственный участок реки — Свияга от села Альшеево и до устья, речной подбассейн реки — Волга от впадения Оки до Куйбышевского водохранилища (без бассейна Суры). Речной бассейн реки — (Верхняя) Волга до Куйбышевского водохранилища (без бассейна Оки).
Код объекта в государственном водном реестре — 08010400612112100002713.

## Название
Слово Черемшан булгарское по происхождению: Джарамсан — луговая река, современное чувашское название Ҫарӑмсан (диалектное Ҫеремсен) — луговая (река) от ҫарам (ҫерем) — луг и аффикса -сан/-сен соответствует русскому аффиксу -ая. Татарское название Чирмешән.
Русская форма «Черемисан» объяснялась как «река черемисов (марийцев)». Позже — «Черемшан» как «сарматская река».
Этимология, основанная на наиболее ранней известной форме гидронима, записанной арабским путешественником Ибн Фадланом, 992 г., — Джарамсан, которую объясняют из иран. джарм «течь; текущий, проточный».